# Gamay
A Gamay é uma uva tinta da família das Vitis vinifera cujo nome completo é Gamay Noir à Jus Blanc. Provavelmente surgida de uma mutação da Pinot Noir, a Gamay produz vinhos leves como o Beaujolais.